# 1777 Gehrels
Gehrels (asteroide 1777) é um asteroide da cintura principal, a 2,5746707 UA. Possui uma excentricidade de 0,0193657 e um período orbital de 1 553,88 dias (4,25 anos).
Gehrels tem uma velocidade orbital média de 18,38169032 km/s e uma inclinação de 3,15119º.
Este asteroide foi descoberto em 24 de Setembro de 1960 por PLS.
O seu nome é uma homenagem ao astrônomo holandês Tom Gehrels.